# Stenopogon sabaudus
Stenopogon sabaudus là một loài ruồi trong họ Asilidae. Stenopogon sabaudus được Fabricius miêu tả năm 1794.